# Karate
Karaté ali karáte je vzhodnoazijska borilna veščina, katere ime ima dvojno vlogo. Po eni strani gre za borilno veščino z otočja Okinava, razvito proti koncu 19. stoletja z združevanjem tradicionalnih okinavskih metod goloroke borbe. Po drugi strani pa se izraz karate danes, predvsem izven azijskega prostora, najpogosteje uporablja kot splošni izraz za veliko število modernih golorokih borilnih veščin, ki so se razvile na Japonskem od začetkov 20. stoletja dalje pod neposrednim vplivom okinavskega Karateja.
V obeh primerih pa gre za goloroko borilno veščino, ki vključuje tri večja področja:
- stave, udarce in blokade z rokami in nogami, ki predstavljajo osnove ali t. i. kihon,
- gibanje po določenih vzorcih, t. i. kate,
- nadzorovano borbo oziroma t. i. kumite.

Mnogo različic karateja v različnem obsegu vključuje tudi vadbo s tradicionalnimi orožji. Ta del vadbe oz. samostojna veščina rokovanja s temi orožji se imenuje Kobudo.
Poleg tehnik lahko vsebuje karate tudi filozofsko plat, tesno povezano z vadbo. Namen karateja je namreč razvoj celega človeka skozi dolgotrajno vadbo, tako v pomenu fizičnega razvoja (zdravje, borba in samoobramba, šport) kakor razvoja osebnosti in doseganja notranjega miru.
Oseba, ki vadi oz. trenira karate, se imenuje karateist. Učenci, oblečeni v bele uniforme, t. i. karategije (poenostavljeno v kimone), vadijo pod vodstvom učitelja mojstra, senseija. Kraj vadbe se na Japonskem imenuje dodžo, drugje po svetu pa so to po navadi večje ali manjše splošne telovadnice, čeprav lahko vadba poteka skoraj kjerkoli, tudi v naravi.
V začetkih širitev azijskih borilnih veščin po svetu, od sredine 20. stoletja dalje, so predvsem v ZDA, s pojmom karate napačno označevali katerokoli goloroko borilno veščino.
Karate, razvit na Japonskem, se uvršča med t. i. »veščine Gendai budo«.

## Pomen besede »karate«
Beseda karate, sprva zapisana s kitajskima pismenkama 唐 - »kara« in 手 - »te«, je v dobesednem prevodu pomenila »prazna roka«, kar je poudarjalo, da se niso borili z orožjem.
V začetku 20. stoletja je prvo pismenko nadomestila 空 - »kara«, ki ima kljub enaki izgovorjavi drugačen zapis in pomeni »praznina«; označuje ne le neoboroženo borbo ampak je bila dodana tudi zaradi vplivov Zen budizma in pomeni očiščeno, osvobojeno in sproščeno stanje duha. Zaradi zgodovinskih vzrokov pa ni izključen tudi sočasen politični namen zanikanja kitajskega vpliva. Tako je karate dobil današnji pomen »prazna roka«.
Pogosto se dodaja še tretja pismenka 道 - »do«, ki pomeni »pot« oz. »način življenja« in ponazarja globljo predanost in kompleksnost veščine. Vse tri pismenke skupaj dajo popoln pomen 空手道 - »karate do« oziroma »pot prazne roke«.

## Zgodovinski razvoj karateja
Karate je bil in je tudi danes vsota mnogoterih vplivov z različnih koncev sveta. Kot pri mnogih borilnih veščinah, natančno popisana zgodovina karateja ne obstaja, znane pa so glavne smernice.

### Kitajski izvor
Na širokem kitajskem področju so se v preteklosti izoblikovale mnoge oblike goloroke borbe, ki jih pogosto označujejo s skupnim imenom »kitajski boks« oz. modernejšim sinonimom kung fu. Vplivi kitajskega boksa so se širili po celotni Aziji, predvsem zaradi bogatega medsebojnega trgovanja in diplomatskih stikov. Na ta način so se nekatere oblike kitajskega boksa zanesle tudi na otočje Okinava.

### Razvoj na Okinavi
Za razlago razvoja karateja je potrebno zapleten odnos med Okinavo in Japonsko razumeti kot odnos dveh politično in kulturno ločenih tvorb. Čeprav je Okinava danes del Japonske države, je bilo otočje do konca 19. stoletja samostojna kraljevina z lastno kulturo, na kar prebivalci do danes niso pozabili.
Konec 14. stoletja so se začeli trgovski stiki Okinave s celinsko Kitajsko, preko katerih so se na otočje prispele različne oblike kitajskega boksa. Te so sem hitro pomešale z avtohtonimi oblikami borilnih veščin. Splošna oznaka za novonastale oblike je bila »Te«. Priljubljenost veščin in zanimanje za izvirne oblike kitajskega boksa, še posebej pri Okinavskem plemstvu, se je povečevalo in privedlo do pogostih potovanj na Kitajsko z namenom poglobitve in dopolnjevanja znanja. Konec 18. stoletja se v imenu ene izmed oblik okinavskih veščin prvič pojavi zapis »karate« v prvotnem pomenu »kitajska roka«. »Karate Sakugava« je veščino poimenoval ustanovitelj Satunuku »Tode« Sakugava.
Proti začetkom 19. stoletja so se iz množice raznovrstnih oblik izluščile tri najbolj razširjene oblike, poimenovane po krajih nastanka - »Šuri Te«, »Naha Te« in »Tomari Te«. Te tri oblike predstavljajo jedro, ki ga lahko opišemo kot »okinavski karate«. Do začetka 20. stoletja so vse tri oblike preuredili v sisteme organizirane in postopne vadbe in okoli leta 1901 izbrane vidike treh oblik okinavskega karateja vpeljali v javni šolski sistem kot del telovadbe. Znani mojstri glavnih oblik so Sokon Matsumura, Kanrjo Higaona, Kosaku Matsumora, znan pa je tudi Matsumurin učenec Anko Itosu, ki je bistveno pripomogel ureditvi in uvedbi karateja v javne šole. Danes še bolj znani so mnogi njihovi učenci, npr. Gičin Funakoši, Kenva Mabuni, Čodžun Mijagi, Kijan Čotoku in drugi, ki so ponesli okinavski karate izven meja otočja in bili ključnega pomena za razvoj njegovih modernih oblik.

### Širitev na Japonsko
Z uvedbo v okinavske šole je karate, kot celota, pridobil splošno razpoznavnost in po mnogih javnih prikazih in demonstracijah kmalu začenja zbujati pozornost tudi zunaj meja Okinave, na Japonskem. Mnogi, predvsem mlajši mojstri, med drugimi Funakoši in Mabuni, odpotujejo na Japonsko, in tam začno poučevati okinavski karate, ki se pridruži množici »domačih« veščin (Korju, Judo).
Zaradi drugačne kulture in stila življenja na Japonskem, pa tudi političnih razlogov, so mladi mojstri na začetku širitve po Japonski, mnoge vidike okinavskega karateja, večinoma z namenom boljše sprejetosti veščine v novem okolju, priredili (npr. uvedba japonskih poimenovanj gibov, sprememba imena veščine v »prazno roko«), nekatere dodali (bele uniforme, formalizirane stopnje znanja, označevanje stopenj z barvami pasov, klečeči položaj na začetku in koncu treninga), mnoge pa tudi izpustili ali poenostavili (zavoljo skrajšanja obsega vadbe).
Karate je bil še pred 2. svetovno vojno uveden v japonski šolski sistem, po vzoru z Okinave. Hkrati je tekel tudi naravni proces razvoja in mladi mojstri so okinavski karate še nadalje sistematizirali in dopolnjevali z novimi spoznanji. Sprva so veščino, ki so jo poučevali še vedno imenovali »karate«, a z razvojem so se hitro izoblikovale nove različice oz. stili, ki so bili dovolj različni od okinavskega karateja, da so dobili svoja imena. A tudi izvirni okinavski karate je sočasno nadaljeval svojo razvojno pot in prek povratnih vplivov iz Japonske nadgradil tradicionalne oblike v modernejše z novimi imeni.
Japonci so imenom veščin dodajali različne končnice, ki v grobem sledijo naslednjim smernicam:
- »džucu« - »veščina, tehnika«: Uporablja se lahko za poimenovanje posameznih tipov tehnik ali posameznih vidikov veščine (npr. ročne, z mečem, kopjem, lokom).
- »rju« - »šola, način, stil«: Uporablja se lahko za poimenovanje skupkov tehnik ali njihovih lastnosti, osnovanih po nekem učnem sistemu na nekem mestu (npr. ime stavbe, kjer so veščino poučevali).
- »do« - »pot, način življenja«: Uporablja se lahko za poimenovanje veščin ali skupine veščin, ki so hkrati filozofije, način življenja in lahko vključujejo veliko duhovnih principov.

Ta način poimenovanja je prevzel tudi karate, najprej tisti na Japonskem, za njim pa tudi karate na Okinavi. Vso družino veščin je označeval splošni pojem »karate« oz. »karate do«, posamezni stili oz. »šole« pa so imenom dodajali končnice »rju«. V prvem valu, ki je potekal večinoma pred 2. svetovno vojno, so tako nastali npr. Šito rju, Godžu rju, Šorin rju, Ueči rju, ki danes veljajo za »najbolj okinavske«. Po 2. svetovni vojni pa je oblikovanje novih stilov, zaradi mnogih strokovnih in nestrokovnih razlogov, doživelo velikanski razmah; glavni stili iz tega obdobja so npr. Šotokan, Šotokai, Vado rju, Kjokušinkai, Šukokai, Kenšikan, Išin rju in cela kopica stilov, ki so se izoblikovali po širitvi karateja v ostale dele sveta.

### Širitev karateja po svetu
Večstoletna izolacija fevdalnega Japonskega cesarstva pred vplivi tujcev, predvsem Evropejcev, se je končala šele konec 19. stoletja. Od začetkov 20. stoletja dalje je svet postopno ponovno začel spoznavati japonsko kulturo, med drugim tudi borilne veščine te dežele. A tako 1. kot 2. svetovna vojna sta proces zelo upočasnili, tako, da je pravi val širitve japonskih borilnih veščin nastopil šele po letu 1945.
Proces širjenja karateja in drugih japonskih borilnih veščin je potekal preko:
- tujih vojakov, nastanjenih v okolici Okinave in Japonske med in po 2. svetovni vojni, ki so se veščin v tem obdobju naučili in jih nato ob vrnitvi v domovino začeli poučevati,
- trajnih in začasnih emigracij predvsem japonskih in okinavskih, pa tudi korejskih, mojstrov v tuje države po svetu, kjer so začeli poučevati svojo veščino,
- začasnih imigracij tujcev na Okinavo in Japonsko, kjer so poglobili znanje ali se prvič srečali s kako veščino in jo ob vrnitvi v domovino začeli poučevati.

Tako se je do danes karate razširil v skoraj vse države sveta in je ena izmed najbolj prepoznavnih azijskih borilnih veščin. Čeprav je v osnovi okinavsko - japonska kulturna dobrina, je sčasoma postal nekakšna svetovna borilna veščina. 
Širitev po svetu in tok časa sta seveda pripeljala do hitrega razvoja in nadaljnje modernizacije karateja kot veščine v mnogih pogledih. Doživljal je vzpone in padce, rojevali so se številni novi stili, pridobivala so se nova znanja, izoblikoval se je športno - tekmovalni vidik, s filmom je še dodatno pridobil na prepoznavnosti v širši javnosti, oblikovale so se mnoge krovne organizacije, ki skrbijo za urejenost in podobo karateja ter usmerjajo njegov nadaljnji razvoj, tako po posameznih državah (državne zveze, federacije) kot v svetovnem merilu (WKF, ITKF, JKA, SKIF, JKF,...). Po nekaterih štetjih obstaja danes več kot 100 stilov karateja. Razvoj se seveda nadaljuje in se bo nadaljeval, dokler bo veščina imela privržence.

### Razvoj karateja v Sloveniji
Karate je v Sloveniji prisoten že več kot 40 let. Razvoj na našem ozemlju je pomembno povezan z razvojem karateja v bivši Jugoslaviji. Kot pionirje karateja na slovenskem se po navadi omenja naslednje osebe:
- Jože Kukovec in Boris Vodopivec - delovala sta v okviru Judo kluba Branik in prirejala demonstracije za prijatelje
- Stane Iskra - ustanovitelj karate kluba (KK) Krško (1967), prvega v Sloveniji nasploh
- Ervin Pečnik - ustanovitelj KK Ravne na Koroškem, prvi predsednik Karate odbora Slovenije

Prva širša karatejska organizacijska struktura je bil Karate odbor Slovenije, ustanovljen leta 1968 pod okriljem Judo zveze Slovenije. Naslednje leto se je preoblikoval v samostojno Karate zvezo Slovenije (KZS). 
KZS je delovala do leta 1975, ko se je zaradi krize preoblikovala v Zvezo karate organizacij Slovenije (ZKOS). Po osamosvojitvi Slovenije, leta 1991, se je ponovno preimenovala v KZS.
Leta 1969 je bilo v Sloveniji oblikovanih 7 karate klubov z okoli 500 aktivnimi člani. Nosilec najvišje formalne stopnje je bil do takrat Ervin Pečnik (rjavi pas), prvi evidentirani nosilec mojstrske stopnje pa je postal Stane Iskra leta 1971.
Razvoj karateja v Sloveniji je bil povezan z dvema večjima državnima organizacijama tistega časa, Karate odborom Jugoslavije (kasneje Karate zveza Jugoslavije - KZJ, Beograd) in Zvezo karate klubov Jugoslavije (ZKKJ, Zagreb); s strani Zveze telesnokulturnih organizacij Jugoslavije je bila priznana le prva in trenja med obema vejama so se odražala tudi v Sloveniji. Nemalo vpliva pa je imel tudi razvoj in trenja znotraj  mednarodnih organizacij v Evropi in na Japonskem (EUK, EKF, WUKO, JKA, ITKF, WKF...) v času vse do osamosvojitve Slovenije.
V splošnem sta bili v Sloveniji v začetkih prisotni dve večji veji stilske opredelitve:
- šotokanska - v začetku povezana predvsem z KZJ in bratoma Jorga, preko njiju s Taidžijem Kasejem, kasneje pa z Tokuhiso Takašijem
- budokaiska - v začetku povezana z organizacijo Emina Topiča (kasneje v okviru ZKKJ)

Obe veji sta soobstajali in se občasno tudi povezovali v okviru tekmovanj in seminarjev. Do sredine 70. let je bila številčnejša budokaiska veja, kasneje pa je začela prevladovati šotokanska. Po letu 1980 pa se začno v Sloveniji gojiti tudi drugi stili karateja, vendar nikoli ne presežejo dveh najštevilčnejših.
Obe usmeritvi sta doživljali vzpone in padce, predvsem z organizacijskega vidika in notranjih trenj. 
Šotokanska je kmalu začela gojiti tudi športno zvrst karateja, ki je ščasoma prevladovala, kar je pripeljalo do oblikovanja novih organizacijskih struktur, ki so poudarile tradicionalno zvrst ali druge stile karateja.
Budokaiska veja se je sredi 70. let razcepila v dve večji smeri:
- Jugokai - pod vodstvom Rudolfa Jakhela se je odcepila od matične zagrebške ustanove; v 80. letih se je preoblikovala v moderni športni karate
- Budokai - pod vodstvom Vlada Paradižnika do začetka 80. let še povezan z matično ustanovo v Zagrebu, kasneje pa odcepitev in preoblikovanje v Sankukai.

Posledice te stilske opredelitve so vidne še danes v prisotnosti in množičnosti določenih stilov.

#### Najpogostejši stili v Sloveniji
V Sloveniji, glede na zgodovinski potek razvoja karateja, še vedno prevladujeta dva stila, Šotokan in Sankukai. Ostali stili, kot so moderni športni karate, Šito rju, Ueči rju, Vado rju, Šorin rju, Kjokušinkai, Godžu rju,..., pa so zastopani v manjšini in v določeni meri precej lokalno.

#### Zveze
V Sloveniji deluje na širši državni ravni le Karate zveza Slovenje, ki je tudi edina, s strani Olimpijskega komiteja Slovenije priznana karate zveza. Oblikovanih pa je tudi več relativno manjših samostojnih zvez, kot so npr. JKA zveza Slovenije, Slovenska zveza tradicionalnega karateja, Shotokan Karate-do International zveza Slovenije, Sankukai karate zveza Slovenije, Od 30.septembra 2015 pa je v Sloveniji aktivna tudi edina karate organizacija, ki goji kontaktni karate, Kyokushinkai karate zveza Slovenije. V letu 2018 Kyokushinkai karate zveza Slovenije postavi na zemljevid Slovenije in širše povsem novo športno kontaktno borilno disciplino - Full Karate Combat, katere ustanovitelj je Shihan Jurij Orač, 7.DAN.

## Pasovi in stopnje
Pred širitvijo na Japonsko karate principa stopenj in z njimi povezanih pasov ni poznal, obstajala sta le naziva »mojster« in »učenec«. Z namenom ureditve vadbe in ločevanja učencev glede na stopnjo znanja, je po širitvi na Japonsko karate, po vzoru Juda, prevzel sistem zaporednih stopenj in pasov. Ta, nekoč zelo preprost sistem, se je sčasoma, tako v Judu kot drugih borilnih veščinah, nadgrajeval.
Stopnje se delijo na:
- kju - šolske oz. osnovne stopnje
- dan - mojstrske oz. nadaljevalne stopnje

Vsaka stopnja se podeli učencu po uspešno opravljenem preizkusu znanja in se označuje z določeno barvo pasu.
Prvotno je karate, kot ga je poučeval Funakoši, vseboval sledeči sistem:
| brez stopnje = beli pas (začetnik)    |
| 8. kju - 4. kju = beli pas (učenec)   |
| 3. kju - 1. kju = rjavi pas (učenec)  |
| 1. dan - 10. dan = črni pas (mojster) |

Po razširitvi karateja so sistem nadgradili, tudi z namenom večjega motiviranja učencev. Različni stili so sistem prilagodili svojim potrebam, tako, da nima enotne podobe glede barv pasov in števila stopenj. Pri mnogih lahko celo vključuje dodatke kot so našitki z različnimi napisi ali znamenji.
V Sloveniji je pogost sledeči sistem barv:
| beli pas (začetnik)   |
| rumeni pas (učenec)   |
| rdeč pas (učenec)     |
| zeleni pas (učenec)   |
| modri pas (učenec)    |
| rjavi pas (učenec)    |
| črni pasovi (mojster) |

Ne glede na število stopenj in barv pasov pa je v karateju prisoten vidik, da se učenje v resnici, tudi pri najvišji doseženi stopnji, nikoli ne konča, in da je šele prva mojstrska stopnja, 1. dan, začetek resničnega spoznavanja veščine.